# Dimitri Dżawachiszwili
Dimitri Dżawachiszwili (gruz. დიმიტრი ჯავახიშვილი; ur. 18 stycznia 1987) – gruziński zapaśnik startujący w stylu klasycznym. Zajął dziewiąte miejsce na mistrzostwach Europy w 2010. Ósmy w Pucharze Świata w 2010 roku.